# 阿尔坎图德
阿尔坎图德，是西班牙卡斯蒂利亚-拉曼恰昆卡省的一个市镇。总面积58平方公里，总人口116人（2001年），人口密度2人/平方公里。